# Cyclophora simplex
Cyclophora simplex là một loài bướm đêm trong họ Geometridae.